# Leucania uniformis
Leucania uniformis là một loài bướm đêm trong họ Noctuidae.